# Spermophilus dauricus
Spermophilus dauricus är en däggdjursart som beskrevs av Brandt 1843. Spermophilus dauricus ingår i släktet Spermophilus och familjen ekorrar. Inga underarter finns listade i Catalogue of Life.

## Taxonomi
De flesta arterna i det tidigare släktet Spermophilus har efter DNA-studier konstaterats vara parafyletiska med avseende på präriehundar, släktet Ammospermophilus och murmeldjur. Detta släkte har därför delats upp i flera släkten. Kvar i Spermophilus finns endast den gamla världens sislar, som, bland andra, denna art.

## Beskrivning
En liten sisel med gulbrun till gråbrun päls utan några markeringar på kroppen. Kring vardera ögat har den dock en ljus ring som fortsätter till örat, och svansen har ett brunt och vitt band nära den gula svansspetsen. De främre fotsulorna är nakna, de bakre pälstäckta. Den totala kroppslängden är drygt 16 till 27 centimeter, inklusive den 4 till 8 centimeter långa svansen. Vikten varierar mellan 154 och 264 g.

## Ekologi
Arten förekommer på torra stäpper med malörtväxter, i Kina även ökenområden (utkanterna av Gobiöknen). Arten bygger ett i förhållande till andra sislar enkelt bo, en enda hålighet på mellan 50 centimeters till 1 meters djup, klädd med gräs, längs en 2 meter lång tunnel (i undantagsfall upp till 8 meter) och med bara två ingångar. Det förläggs till kullar, ängar, vägkanter och längs järnvägar. Det förekommer också att den använder bon av murmeldjur och ogotona.
Arten sover vintersömn Vinterboet är annorlunda än det vanliga sommarboet; djupare, på 2 meters djup, och med endast en ingång.
Födan består av olika örter och gräs, inkluderande sädeskorn. Honan får mellan 2 och 9 ungar till våren.

## Utbredning
Utbredningsområdet omfattar Transbajkal i Ryssland, östra Mongoliet och nordöstra Kina, framför allt Gobiöknens nordöstra kant.

## Status
IUCN kategoriserar arten globalt som livskraftig. Populationens status är dock okänd, och habitatförlust genom att delar av utbredningsområdet tas till anspråk för kreatursbete listas som ett tänkbart hot. Torka och förlust av vattenkällor är en annan, möjligt negativ faktor. För närvarande har man emellertid inte identifierat några större, reella hot.